# 엘리차 & 스토얀
엘리차 & 스토얀 (불가리아어: Елица & Стоян)은 불가리아의 음악 그룹이다. 2007년, 이 그룹은 불가리아를 대표하여 유로비전 송 콘테스트 2007에 참가하였다. 불가리아 참가 역사상 가장 높은 순위인 5위를 차지하였다. 2013년 3월, 이 그룹은 다시 한번 불가리아 대표로 선출되어 유로비전 송 콘테스트 2013에 참가하였다. 5월 16일 열린 두번째 준결승전에서 "Samo Shampioni"라는 곡을 선보였지만, 결승에는 진출하지 못하였다.